# Szołochowskij
Szołochowskij (ros. Шолоховский) – osiedle typu miejskiego w Rosji, w obwodzie rostowskim, w rejonie biełokalitwińskim. W 2010 liczyło 8306 mieszkańców.